# Valperga (roman)
Valperga, or the Life and Adventures of Castruccio, Prince of Lucca
Valperga, or the Life and Adventures of Castruccio, Prince of Lucca (Valperga, ou La Vie et les aventures de Castruccio, prince de Lucques) est un roman historique, de la romancière romantique Mary Shelley, paru en 1823.

## Détail de la parution du roman
Le titre original de Mary Shelley est maintenant devenu le sous-titre. Le titre « Valperga » fut choisi par son père, William Godwin, qui apporta des corrections à l'ouvrage entre 1821 et 1823 en vue de sa publication. Ces modifications mettent en avant le personnage féminin et raccourcissent le roman.  

## Résumé de l'intrigue
Valperga est un roman historique qui raconte les aventures, au début du XIVe siècle du despote Castruccio Castracani, un personnage historique réel qui devint seigneur de Lucques et conquit Florence. Dans le roman, ses armées menacent la forteresse imaginaire de Valperga, gouvernée par la comtesse Euthanasia, la femme qu'il aime. Il la force à choisir entre ses sentiments pour lui et la liberté politique. Elle choisit cette dernière, et s'en va au devant de sa mort.

## Thèmes
Au travers du point de vue procuré par l'histoire médiévale, Mary Shelley traite d'un sujet brûlant dans l'Europe post-napoléonienne, le droit à la liberté politique de communautés administrées de façon autonome, face aux immixtions impérialistes. Elle oppose à la cupidité compulsive de Castruccio une alternative féminine, à savoir Euthanasia, qui administre Valperga en se basant sur les principes de la raison et des sentiments. Pour Stuart Curran, auteur d'une édition critique de Valperga, l'œuvre constitue une version féminine du nouveau genre (souvent masculin) qu'est le roman historique de Walter Scott. Les critiques modernes attirent l'attention sur le républicanisme de Mary Shelley, et l'intérêt qu'elle porte aux questions touchant au pouvoir politique et aux principes moraux.

## Accueil critique
Valperga obtient des critiques largement positives, mais est alors considéré comme un roman d'amour, en occultant sa structure idéologique et politique. L'œuvre n'est cependant pas rééditée du vivant de Mary Shelley, et elle fera la remarque que l'ouvrage n'avait jamais eu « un traitement équitable » (never had « fair play »). Valperga a été louangé pour sa forme narrative élaborée et l'authenticité de ses détails. 

#### Source primaire
- Mary Shelley (trad. Nicole Berry), Valperga, L'Âge d'homme, 1997, 455 p. (ISBN 978-2-8251-0983-0, lire en ligne)

#### Sources secondaires
- Bennett, Betty T. Mary Wollstonecraft Shelley: An Introduction. Baltimore: Johns Hopkins University Press, 1998.  (ISBN 0-8018-5976-X).
- Bennett, Betty T. "Machiavelli's and Mary Shelley's Castruccio: Biography as Metaphor. Romanticism 3.2 (1997): 139-51.
- Bennett, Betty T. "The Political Philosophy of Mary Shelley's Historical novels: Valperga and Perkin Warbeck". The Evidence of the Imagination. Eds. Donald H. Reiman, Michael C. Jaye, and Betty T. Bennett. New York: New York University Press, 1978.
- Blumberg, Jane. Mary Shelley's Early Novels: "This Child of Imagination and Misery". Iowa City: University of Iowa Press, 1993.  (ISBN 0-87745-397-7).
- Brewer, William D. "Mary Shelley's Valperga: The Triumph of Euthanasia's Mind". European Romantic Review 5.2 (1995): 133-48.
- Carson, James P. "'A Sigh of Many Hearts': History, Humanity, and Popular Culture in Valperga". Iconoclastic Departures: Mary Shelley after "Frankenstein": Essays in Honor of the Bicentenary of Mary Shelley's Birth. Eds. Syndy M. Conger, Frederick S. Frank, and Gregory O'Dea. Madison, NJ: Fairleigh Dickinson University Press, 1997.
- Clemit, Pamela. The Godwinian Novel: The Rational Fictions of Godwin, Brockden Brown, Mary Shelley. Oxford: Clarendon Press, 1993.  (ISBN 0-19-811220-3).
- Curran, Stuart. "Valperga". The Cambridge Companion to Mary Shelley. Ed. Esther Schor. Cambridge: Cambridge University Press, 2003.  (ISBN 0-521-00770-4).
- Lew, Joseph W. "God's Sister: History and Ideology in Valperga". The Other Mary Shelley: Beyond Frankenstein. Eds. Audrey A. Fisch, Anne K. Mellor, and Esther H. Schor. New York: New York University Press, 1993.  (ISBN 0-19-507740-7).
- O'Sullivan, Barbara Jane. "Beatrice in Valperga: A New Cassandra". The Other Mary Shelley: Beyond Frankenstein. Eds. Audrey A. Fisch, Anne K. Mellor, and Esther H. Schor. New York: New York University Press, 1993.  (ISBN 0-19-507740-7).
- Lokke, Kari. "'Children of Liberty': Idealist Historiography in Staël, Shelley, and Sand". PMLA 118.3 (2003): 502-20.
- Lokke, Kari. "Sibylline Leaves: Mary Shelley's Valperga and the Legacy of Corinne". Cultural Interactions in the Romantic Age: Critical Essays in Comparative Literature. Ed. Gregory Maertz, Gregory. New York: State University of New York Press, 1998.
- Poovey, Mary. The Proper Lady and the Woman Writer: Ideology as Style in the Works of Mary Wollstonecraft, Mary Shelley and Jane Austen. Chicago: University of Chicago Press, 1985.  (ISBN 0-226-67528-9).
- Rajan, Rilottama. "Between Romance and History: Possibility and Contingency in Godwin, Leibniz, and Mary Shelley's Valperga". Mary Shelley in Her Times. Eds. Betty T. Bennett and Stuart Curran. Baltimore: Johns Hopkins University Press, 2000.
- Rossington, Michael. "Future Uncertain: The Republican Tradition and its Destiny in Valperga". Mary Shelley in Her Times. Eds. Betty T. Bennett and Stuart Curran. Baltimore: Johns Hopkins University Press, 2000.
- Schiefelbein, Michael. "'The Lessons of True Religion': Mary Shelley's Tribute to Catholicism in Valperga". Religion and Literature 30.2 (1998): 59-79.
- Shelley, Mary. Valperga; or, The Life and Adventures of Castruccio, Prince of Lucca. Ed. Michael Rossington. Oxford: Oxford Paperbacks, 2000.  (ISBN 0-19-283289-1).
- Shelley, Mary. Valperga; or, The Life and Adventures of Castruccio, Prince of Lucca. The Novels and Selected Works of Mary Shelley. Vol. 3. Ed. Nora Crook. London: Pickering and Chatto, 1996.
- Sunstein, Emily W. Mary Shelley: Romance and Reality. 1989. Baltimore: Johns Hopkins University Press,  1991.  (ISBN 0-8018-4218-2).
- Wake, Ann M. Frank. "Women in the Active Voice: Recovering Female History in Mary Shelley's Valperga and Perkin Warbeck". Iconoclastic Departures: Mary Shelley after "Frankenstein": Essays in Honor of the Bicentenary of Mary Shelley's Birth. Eds. Syndy M. Conger, Frederick S. Frank, and Gregory O'Dea. Madison, NJ: Fairleigh Dickinson University Press, 1997.
- White, Daniel E. "'The God Undeified': Mary Shelley's Valperga, Italy, and the Aesthetic of Desire". Romanticism on the Net 6 (Mary 1997).
- Williams, John. "Translating Mary Shelly's Valperga into English: Historical Romance, Biography or Gothic Fiction?". European Gothic: A Spirited Exchange, 1760-1960. Ed. Avril Horner. Manchester: Manchester University Press, 2002.